# Årets manager i Premier League
Premier League Manager of the Season, af sponsormæssige oversager kaldet Barclays Manager of the Season siden 2004, er en årlig pris som udgives til den bedste træner i Premier League, den bedste fodboldrække i England, den forrige sæson, valgt på baggrund af et panel som består af ligaens sponsorer. Prisen blev først uddelt i 1993-94 sæsonen.
12 forskellige managere har vundet prisen. Rekordvinderen er Alex Ferguson som har vundet prisen 11 gange. Den nuværende vinder er Jürgen Klopp, som vandt prisen i 2021-22 sæsonen.

## Vindere
| Sæson     | Vinder             | Nationalitet | Klub              |
| --------- | ------------------ | ------------ | ----------------- |
| 1993-94   | Alex Ferguson      | Skotland     | Manchester United |
| 1994-95   | Kenny Dalglish     | Skotland     | Blackburn Rovers  |
| 1995-96   | Alex Ferguson (2)  | Skotland     | Manchester United |
| 1996-97   | Alex Ferguson (3)  | Skotland     | Manchester United |
| 1997-98   | Arsène Wenger      | Frankrig     | Arsenal           |
| 1998-99   | Alex Ferguson (4)  | Skotland     | Manchester United |
| 1999-2000 | Alex Ferguson (5)  | Skotland     | Manchester United |
| 2000-01   | George Burley      | Skotland     | Ipswich Town      |
| 2001-02   | Arsène Wenger (2)  | Frankrig     | Arsenal           |
| 2002-03   | Alex Ferguson (6)  | Skotland     | Manchester United |
| 2003-04   | Arsène Wenger (3)  | Frankrig     | Arsenal           |
| 2004-05   | José Mourinho      | Portugal     | Chelsea           |
| 2005-06   | José Mourinho (2)  | Portugal     | Chelsea           |
| 2006-07   | Alex Ferguson (7)  | Skotland     | Manchester United |
| 2007-08   | Alex Ferguson (8)  | Skotland     | Manchester United |
| 2008-09   | Alex Ferguson (9)  | Skotland     | Manchester United |
| 2009-10   | Harry Redknapp     | England      | Tottenham Hotspur |
| 2010-11   | Alex Ferguson (10) | Skotland     | Manchester United |
| 2011-12   | Alan Pardew        | England      | Newcastle United  |
| 2012-13   | Alex Ferguson (11) | Skotland     | Manchester United |
| 2013-14   | Tony Pulis         | Wales        | Crystal Palace    |
| 2014-15   | José Mourinho (3)  | Portugal     | Chelsea           |
| 2015-16   | Claudio Ranieri    | Italien      | Leicester City    |
| 2016-17   | Antonio Conte      | Italien      | Chelsea           |
| 2017-18   | Pep Guardiola      | Spanien      | Manchester City   |
| 2018-19   | Pep Guardiola (2)  | Spanien      | Manchester City   |
| 2019-20   | Jürgen Klopp       | Tyskland     | Liverpool         |
| 2020-21   | Pep Guardiola (3)  | Spanien      | Manchester City   |
| 2021-22   | Jürgen Klopp (2)   | Tyskland     | Liverpool         |
| Kilde:    |                    |              |                   |